# Ciclohexanocarbonitrilo
El ciclohexanocarbonitrilo, llamado también ciclohexilcianuro y cianociclohexano, es un nitrilo cuya fórmula molecular es C7H11N.
En este compuesto, un grupo nitrilo (−C≡N) se halla unido a uno de los carbonos del ciclohexano.

## Propiedades físicas y químicas
A temperatura ambiente, el ciclohexanocarbonitrilo es un líquido incoloro con una densidad inferior a la del agua (ρ = 0,919 g/cm³).
Tiene su punto de ebullición a 202 °C —75 °C a una presión reducida de 16 mmHg— y su punto de fusión a 11 °C.
Su solubilidad en agua es de 900 mg/L; el valor del logaritmo de su coeficiente de reparto, logP = 1,61, indica que es más soluble en disolventes apolares —como el 1-octanol— que en disolventes polares.
En cuanto a su reactividad, este nitrilo es incompatible con agentes oxidantes y agentes reductores fuertes, así como con ácidos y bases fuertes.

## Síntesis y usos
El ciclohexanocarbonitrilo puede ser sintetizado por deshidratación de ciclohexanocarboxaldehído oxima mediante un catalizador de cloruro de níquel en acetonitrilo, en condiciones neutras y suaves; el rendimiento de esta reacción alcanza el 99%.
Igualmente, la deshidratación de ciclohexanocarboxamida, utilizando cloroformiato de triclorometilo difosgeno como agente deshidratante, produce ciclohexanocarbonitrilo con un rendimiento del 94%.
Otra forma de obtener este nitrilo es por la oxidación de 1-ciclohexanocarboxaldehído N,N-dimetilhidrazona con metiltrioxorenio como catalizador.
Asimismo, el tratamiento del cloruro ácido ciclohexanocarboxílico con sulfonamida en sulfolano a 120 °C durante tres horas, permite obtener ciclohexanocarbonitrilo con un rendimiento en torno al 93%.
En cuanto a sus usos, este nitrilo se ha empleado en la elaboración, en una sola etapa, de ácidos N-acilaminometanofosfónicos, por reacción con formaldehído (o un compuesto que libere formaldehído) y ácido fosforoso a una temperatura comprendida entre 60 °C y el punto de ebullición de la mezcla; como disolvente se utiliza preferiblemente un disolvente aprótico polar y la reacción puede llevarse a cabo en presencia de un catalizador ácido.
Otro uso de este nitrilo es como disolvente del catalizador (que contiene iones de cobre e iones haluro) utilizado en la producción de dicianobuteno, compuesto convertible luego a adiponitrilo para la elaboración de nailon.
Por otra parte, se ha propuesto la utilización del ciclohexanocarbonitrilo en electrolitos no acuosos que forman parte de baterías secundarias de litio, empleadas en dispositivos electrónicos portátiles, teléfonos móviles y fuentes de energía en automóviles.

## Precauciones
Esta sustancia es inflamable, teniendo su punto de inflamabilidad a 65 °C.
Es tóxica si se ingiere, se inhala o si entra en contacto con la piel. Puede ocasionar irritación en piel y ojos.